# Eva (revistă)
Eva a fost o revistă pentru femei care a apărut în perioada Primei Republici Cehoslovace și a Protectoratului Boemiei și Moraviei. În comparație cu revistele concurente ea a avut un nivel mai înalt, dar un număr mai scăzut de exemplare (aproximativ 18.000 de exemplare).

## Apariția revisteiEva
Revista Eva a fost publicată de editura Melantrich în anii 1928-1943 de două ori pe lună. Primul număr a apărut pe 15 noiembrie 1928 cu subtitlul „Revista femeii moderne”. Începând din anul 1932 a fost folosit subtitlul „Revista femeii educate”. Ultimul număr a fost publicat în 1943 (anul 15, nr. 5).
Editura Melantrich publica deja din decembrie 1926 un săptămânal pentru femei intitulat Hvězda československých paní a dívek, dar ambițiile noii publicații erau mai mari. Obiectivul revistei Eva a fost stabilit de directorul concernului Melantrich Jaroslav Šalda, care a insistat ca noua revistă să aducă mai mult prestigiu decât profit.
Cooperarea cu importante personalități ale timpului au contribuit la calitatea revistei. În comparație cu alte reviste contemporane pentru femei Eva a avut un conținut actualizat. Destinația țintă era femeia educată. Revista a publicat o secțiune de modă cu desene sau fotografii de modele, precum și un roman în foileton. O atenție obișnuită a fost acordată designului contemporan al mobilierului și educației generale a femeii moderne.
Exclusivitatea Evei s-a reflectat în prețul său de vânzare. Acesta era mai mare decât al celorlalte reviste destinate femeilor: 3 coroane. Hvězda československých paní a dívek, publicată tot de Melantrich costa 90 de haleri; revista List paní a dívek era puțin mai scumpă: 1 coroană, iar săptămânalul Pestrý týden se vindea pentru 2,80 coroane.

### Colaboratori celebri ai revisteiEva
Printre colaboratorii celebri ai revistei Eva s-au numărat următorii:
- Staša Jílovská (1898-1955), traducătoare, redactor, jurnalistă. În anii 1928-1936 a fost redactorul principal al paginii de modă și a publicat unele traduceri.
- Olga Scheinpflugová (1902-1968), actriță și scriitoare cehă, a contribuit în mod regulat la Eva
- František Tichý (1896-1961) a fost responsabil în primii doi ani de secțiunea artistică
- Hana Podolska (1880-1972), proprietara uneia dintre cele mai celebre saloane de modă, și-a prezentat creațiile în paginile revistei Eva[4]
- František Muzika (1900-1974), artist
- František Zelenka (1904-1944) arhitect, artist grafic, realizator de decoruri și costume; a publicat în perioada 1931-1937 în Eva articole despre mobilier și decorațiuni interioare
- Karel Svolinský (1896-1986), artist, a ilustrat unele articole din Eva
- Toyen (Marie Čermínová, 1902-1980), pictoriță, ilustrațiile ei au apărut în Eva
- Jiří Frejka (1904-1952), regizor de teatru și pedagog, a scris articole despre teatru
- Karel Poláček (1892-1945), scriitor și jurnalist, a publicat în paginile revistei Eva în perioada 1932-1933 cartea pentru copii Edudant a Francimor

## Dispariția revistei
Perioada Protectoratului s-a manifestat la început prin reîntoarcerea la trecutul ceh. Revista Eva, de exemplu, a făcut apel la vizitarea mormintelor unor femei cehe celebre precum Přemyslovny Anežka și Eliška, Božena Nemcova, Eliška Krásnohorská,  Karolina Světlá și altele. Chiar și în 1940 revista a evitat să refere în mod direct la situația de război. Treptat, au început să apară apeluri pentru donații către Crucea Roșie Germană, sărbătorirea femeii germane etc. După 1939 subiectele cu caracter social au dispărut. Schimbarea situației a implicat publicarea mai multor articole dedicat modei, gătitului și gospodăriei. Articolele despre gătit și gospodărie au înlocuit articolele despre modă și distracție.
În 1943 au apărut doar cinci numere ale revistei Eva. Pe 14 martie 1943, cu o zi înainte de data normală de apariție a revistei, editura Melantrich a anunțat că a încetat publicarea revistei, împreună cu cea a revistei Ahoj.
După eliberarea țării, prima revistă cehă pentru femei Vlasta a apărut în ianuarie 1947, dar publicarea revistei Eva nu a mai fost reluată.